# Anfiteatro Castrense
Anfiteatro Castrense (em latim: Amphitheatrum Castrense) é um anfiteatro romano situado em Roma, próximo da Basílica de Santa Cruz de Jerusalém e das ruínas do Palácio Sessoriano. Seu nome aparece apenas no Catálogo Regionário da Região V e seu nome "Castrense" é explicado como significando "pertencente à corte imperial". Sua alvenaria de tijolos é datada do reinado do imperador Trajano (r. 98–117) e possivelmente este edifício pode ser associado ao θέατρον μέγα κυκλοτερὲς πανταχόθεν mencionado por Pausânias (V.12.6) como um dos mais importantes edifícios de Trajano.
O Anfiteatro Castrense é elíptico, com eixos de 88,5 e 78 metros de comprimento, e foi construído com tijolos e concreto. O muro exterior consistiu de três andares de arcadas abertas, adornados com pilastras e capiteis coríntios. Quando da construção de uma nova muralha pelo imperador Aureliano (r. 270–275), o anfiteatro foi utilizado como parte da linha de fortificação, com o muro juntando-se ao edifício em meio aos lados leste e oeste. A metade exterior do edifício foi então utilizada como bastião saliente, as arcadas abertas foram emparedadas e o nível do solo foi rebaixado. A metade interna foi demolida, talvez devido ao pouco uso do prédio naquele tempo.
Desenhos do século XVI representam os três andares do anfiteatro, mas é provável que por aquele tempo o mais superior já tivesse desaparecido inteiramente e o mediano estava presente apenas por poucos fragmentos. A cávea e o muro da arena também foram destruídas, assim a porção remanescente consiste das arcadas emparedadas do nível inferior.